# Premier gouvernement de Croatie
Le premier gouvernement de Croatie a été à la tête du pouvoir exécutif de la République de Croatie du 30 mai 1990 au 24 août 1990. Le Premier ministre était Stjepan Mesić.

## Premier ministre
- Stjepan Mesić

## Vice-Premiers ministres
- Bernardo Jurlina
- Mate Babić
- Milan Ramljak

## Ministres
- Stjepan Zdunić, Ministre des affaires sociales
- Božo Udovičić, Ministre de l'énergie et de l'industrie
- Marijan Hanžeković, Ministre des finances
- Milan Hrnjak, Ministre de la construction, du logement des municipalités et de la protection de l'environnement,
- Milovan Šibl, Ministre de l'information,
- Zdravko Mršić, Ministre des affaires étrangères
- Petar Kriste, Ministre de la défense
- Ivan Tarnaj, Ministre de l'agriculture, des forêts et de l'eau,
- Davorin Rudolf, Ministre de la mer,
- Branko Babac, Ministre de la justice et de l'administration,
- Josip Božičević, Ministre des transports et des communications,
- Vlatko Pavletić, Ministre de l'éducation, de la culture, et des sports,
- Marin Črnja, Ministre des anciens combattants et des handicapes,
- Janko Vranyczany-Dobrinović, Ministre du tourisme,
- Josip Boljkovac, Ministre de l'intérieur,
- Zvonimir Medvedović, Ministre du gouvernement,
- Dragutin Kalogjera, Ministre du gouvernement,
- Gojko Šušak, Ministre du gouvernement,
- Zdravko Mršić, Ministre du gouvernement,
- Andrija Hebrang, Ministre du gouvernement,
- Osman Muftić, Ministre des sciences de la technologie et des technologies de l'information,
- Branko Bergman, Ministre de l'eau (du 25 juin 1990 au 24 août 1990)
- Zvonimir Medvedović, Ministre des transports PhD (du 25 juin 1990 au 24 août 1990)